# 小喋日和
「小喋日和」（こしゃべりびより）は、日本の2人組音楽ユニット、FantasticYouthの楽曲である。2022年4月14日にユニバーサルミュージックより配信限定で発売された。

## 概要
表題曲はオダトモヒト原作のTX系アニメ『古見さんは、コミュ症です。』の2期エンディングテーマに使用された。作詞はOnyu、作曲・編曲はLowFat。『古見さんは、コミュ症です。』は主人公・只野仁人が人とのコミュニケーションを苦手とする古見さんの友達を100人作りたいという夢に協力する物語。軽やかなピアノのイントロで始まる楽曲で、人になかなか話しかけることができない人間の繊細な胸の内を歌っている。Onyuは自分にとって「アニメの登場人物たちの眩しさと青春へのノスタルジーを感じる愛おしい曲」、「この曲を聴いた人が照れくさいようなコミュニケーションも何かいいな、と思えたら嬉しい」とコメントしている。ライターの塚越淳一は「学校とピアノの親和性の高さを改めて証明した。楽器が重なっていくとともに、どんどんドラマチックになっていくアレンジと展開、Onyuの透き通るようなボーカルが美しい」と評している。
アートワークを担当したのは湯久田風。配信ジャケットおよびMVを制作した。
楽曲は2022年4月13日に「Koshaberibiyori」のタイトルで湯久田の配信ジャケットとともにYouTubeで公開された。その翌日の4月14日に配信限定でリリースされ、それとともに定点カメラで古見さんのクラスの人間模様を描いた、藤本航己制作のアニメ2期エンディングのノンクレジット映像が公開された。
MVは約1年後の2023年3月7日に公開された。